# Megachile
Genre
Megachile est un genre d'insectes hyménoptères de la famille des Megachilidae, communément appelées « mégachiles » qui regroupe  un grand nombre d'espèces d'abeilles solitaires.
Ce groupe abrite la plus grande des abeilles actuellement connues, qui n'est trouvée que sur quelques îles d'Indonésie : Megachile pluto.

## Description du genre

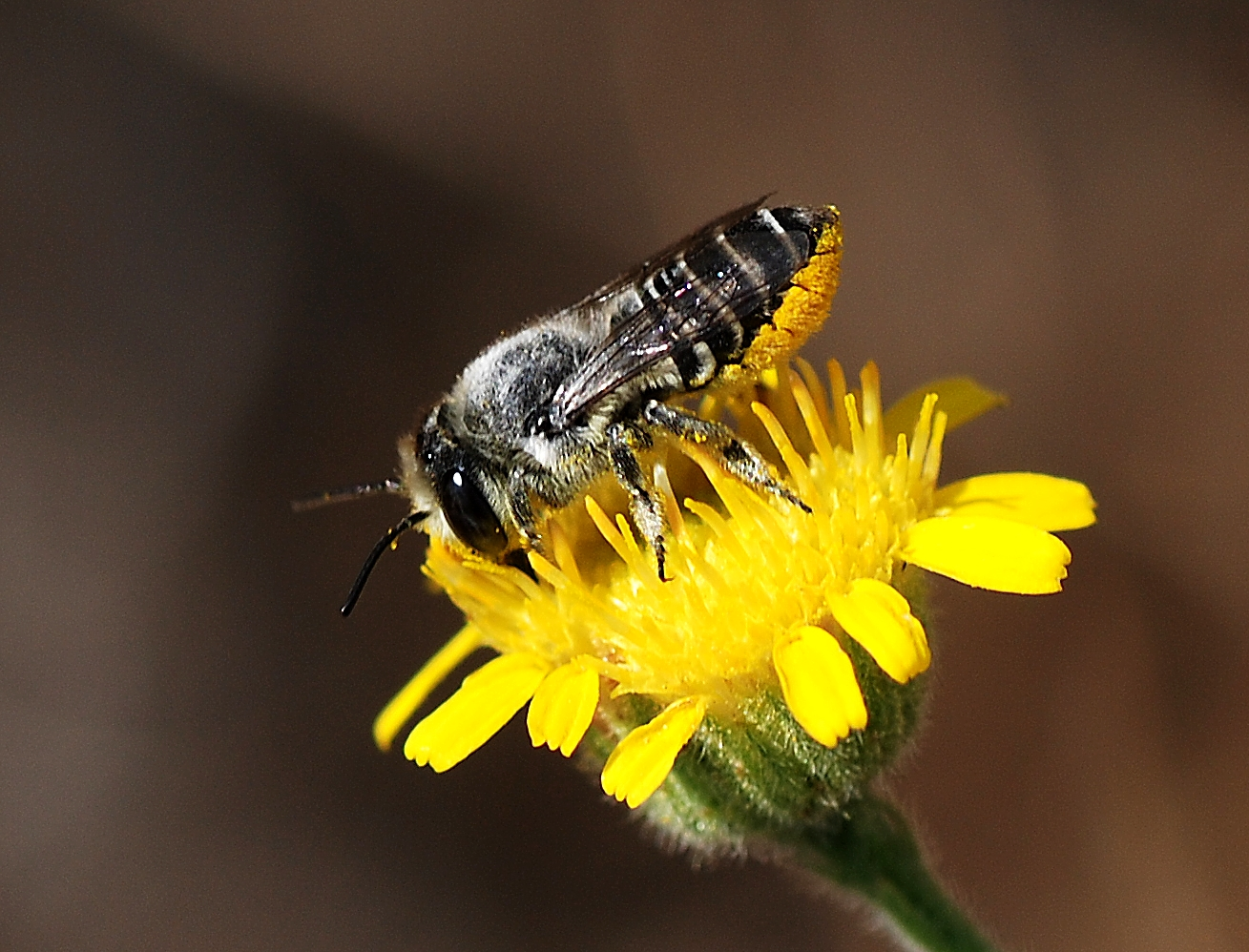
Les mégachiles sont dotées d'un organe ventral de collecte du pollen

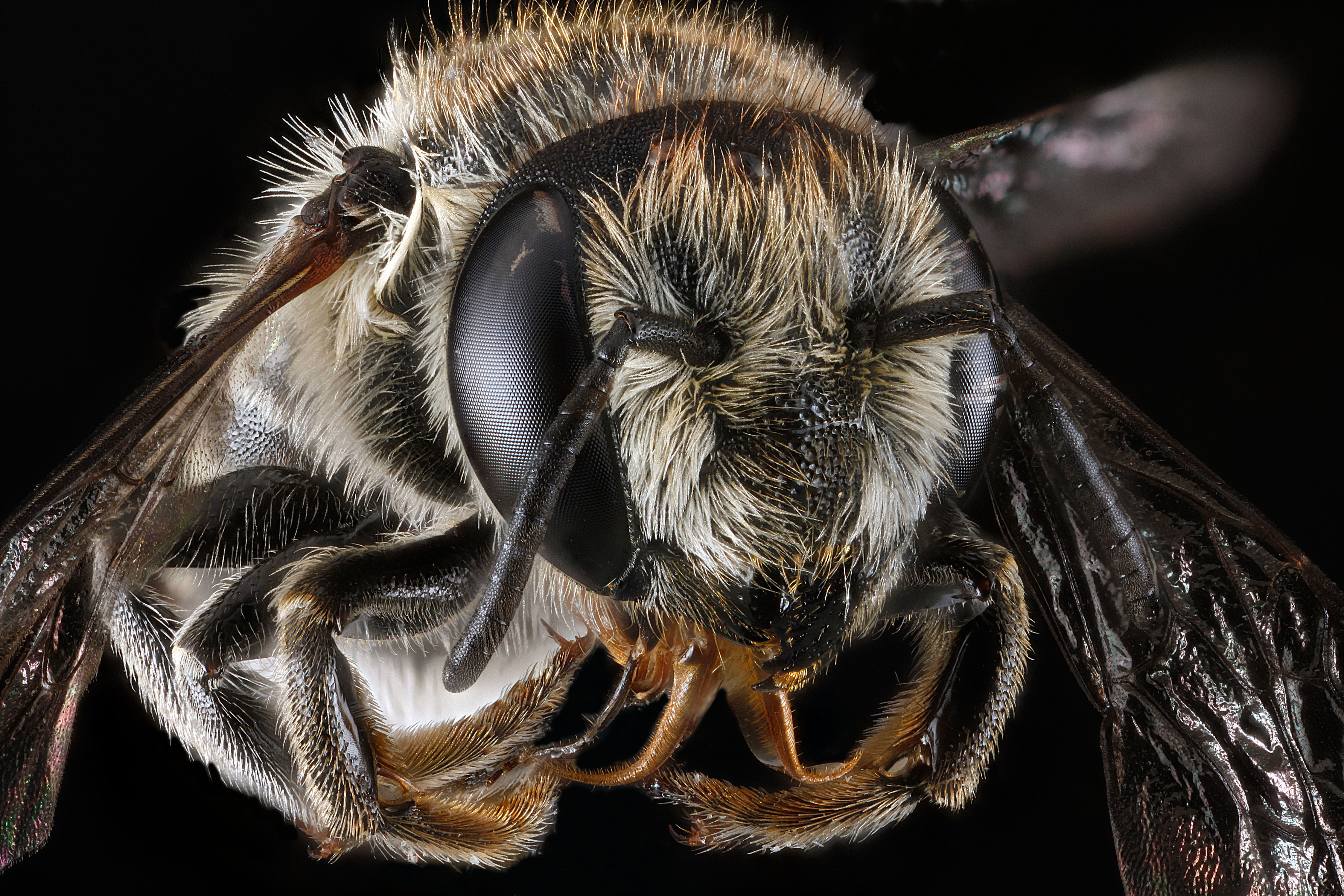
Détail de la tête de Megachile brevis

Le genre Megachile rassemble un grand nombre d'espèces (plus de 500 espèces regroupées dans plus de 50 sous-genres).
Ces abeilles sont de tailles, formes et couleurs variées, souvent velues, et dotées de fortes mandibules. Elles sont qualifiées d'abeilles « coupeuses de feuilles » parce que de nombreuses espèces de mégachiles découpent des fragments réguliers, ovales ou arrondis de certaines feuilles ou fleurs pour construire le nid dans lequel elles déposeront leurs œufs. D'autres genres d'abeilles au sein de la même famille mâchent simplement des feuilles ou des pétales pour en faire une sorte de papier mâché. Certaines espèces collectent aussi des résines.
Certaines espèces du genre Megachile coupent de manière si nette des feuilles ou des pétales que ceux-ci donnent l'impression d'avoir été poinçonnés. Il ne faut pas confondre les traces de leur travail avec les ravages causés au feuillage par les otiorhynques (Otiorhynchus), qui sont de petits coléoptères qui découpent aussi la périphérie des feuilles, mais de manière moins nette et moins circulaire.

## Utilisations
En Amérique du Nord, une espèce indigène de mégachile est le premier pollinisateur utilisé par les agriculteurs et arboriculteurs pour la pollinisation agricole ou sylvicole, bien qu'une espèce importée d'Europe soit aussi utilisée (Megachile rotundata)[réf. nécessaire].

## Comportements et reproduction

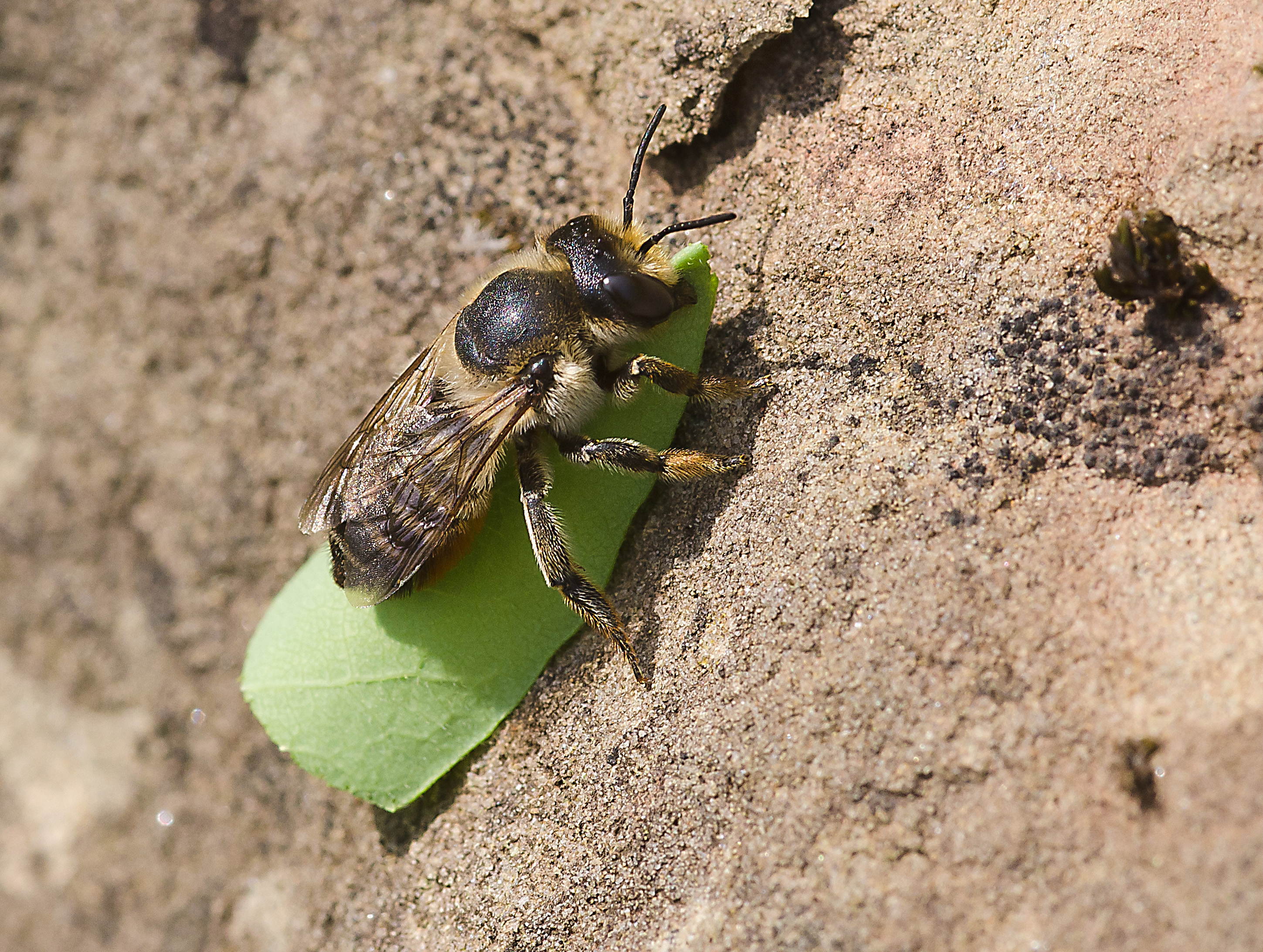
Abeille transportant un morceau de feuille

Selon les cas et les espèces, les nids peuvent être construits dans les tiges creuses de plantes (on parle alors d'espèces « caulicoles »), dans les anfractuosités ou fentes d'écorces, de bois mort, de poutres, dans d'anciennes galeries creusées par d'autres insectes, dans des trous dans la roche ou dans une construction, mais le plus souvent dans des galeries creusées ou occupées dans le sol.

Les nids sont généralement composés d'une seule et longue série de cellules, construites de façon séquentielle, du fond de la galerie vers l'extérieur. Et bien que les œufs pondus en dernier soient les plus récents, les jeunes adultes qui émergeront les premiers en proviendront.
La femelle dispose un approvisionnement en nourriture (pollen ou mélange de nectar et pollen) dans chaque cellule, puis ferme cette cellule par une cloison qui la séparera de la suivante. Cette cloison est assez perméable pour laisser passer l'oxygène nécessaire à l'œuf puis à la larve.

Une fois sortie de l'œuf, la jeune larve consacre son temps à se nourrir, puis après la mue elle forme un cocon et une pupe, souvent après plusieurs mois d'hibernation comme un prepupa. De cette pupe, au printemps suivant, le jeune adulte émerge et recherche un partenaire sexuel et - pour la femelle - entame la construction d'un nid semblable à celui dans lequel elle est née. Les mâles (généralement plus petits que les femelles) - comme chez les osmies - émergent avant les femelles. Les mâles mourront peu après l'accouplement. Les femelles leur survivront quelques semaines, le temps de construire de nouveaux nids.
La démographie des mégachiles est « contrôlée » par de nombreuses espèces de guêpes et abeilles parasites qui pondent dans leurs nids et mangent leurs larves. Parmi les parasites des mégachiles figurent de nombreux Gasteruptiidae, Leucospidae, Sapygidae, et même quelques mégachiles cleptoparasites, dont du genre étroitement lié Coelioxys.
Différentes espèces de ce genre, et notamment les abeilles solitaires du sous-genre Chalicodoma, n'utilisent cependant pas de feuilles coupées pour former les cellules de leurs nids, mais se servent d'argile ou de résine végétale à demi-sèche, qu'elles mettent en forme dans leurs mandibules.
Le sous-genre Callomegachile comprend l'une des plus grandes abeilles, l’abeille de Wallace (Megachile pluto), ainsi que l'une des plus grandes espèces de mégachiles trouvée aux États-Unis, récemment introduite d'Asie : le Megachile sculpturalis (abeille résinière géante).
Les mégachiles n'ont pas de lobe (arolia) entre leurs griffes, ce qui ne leur permet pas de tenir et se déplacer sur des surfaces lisses (verre… ).

## État des populations, menaces
Les mégachiles sont plus discrètes que les abeilles coloniales et ne produisent pas de miel, ce qui explique probablement pourquoi - hormis pour quelques espèces jugées d'intérêt commercial ou économique - elles sont mal suivies et l'état de leurs populations est mal connu ; ceci malgré leur grand intérêt agroéconomique en tant que pollinisateurs, et alors que les « abeilles à miel » sont dans le monde entier en déclin rapide et important pour des raisons encore mal comprises (Voir Syndrome d'effondrement des colonies d'abeilles).
Comme toutes les abeilles et la plupart des insectes, les mégachiles semblent en régression. Les pesticides et parasites éventuellement introduits peuvent être en cause, de même que la destruction et la fragmentation de leurs habitats (le recul des prairies au profit de sols travaillés, le recul des fleurs sauvages, du vieux-bois, du bois mort et des arbres à cavités, l'imperméabilisation des sols urbains, les bâtiments modernes (pauvres en anfractuosités hospitalières pour ce type d'insectes)… et certains modes de gestion de l'environnement (les tontes régulières, et même la fauche tardive avec exportation (recommandée par la gestion différenciée comme moins nuisible que les tontes trop répétées) sont la cause d'une moindre disponibilité de pollen et de nectar, et d'une moindre ressource en tiges creuses (qui abritaient les nids et larves de certaines espèces).

## Conservation
La conservation de l'habitat d'espèce et notamment des zones fleuries sauvages, de « zones-refuges » non fauchées d'une année sur l'autre et d'habitats pour ces espèces (sols non travaillés, zones riches en cavités…) sont des moyens de protéger ces espèces, considérées comme utiles car excellentes pollinisatrices.
En termes de conservation des espèces, de nombreux pays s'inquiètent de voir leurs populations de pollinisateurs s'effondrer (abeilles, papillons en particulier). En France, une des propositions du Grenelle de l'Environnement (fin 2007) était la mise en place rapide d'un plan de restauration « Pollinisateurs », sous l'autorité d'une DIREN coordinatrice, qui pourrait éventuellement s'appuyer sur des ruchers conservatoires.

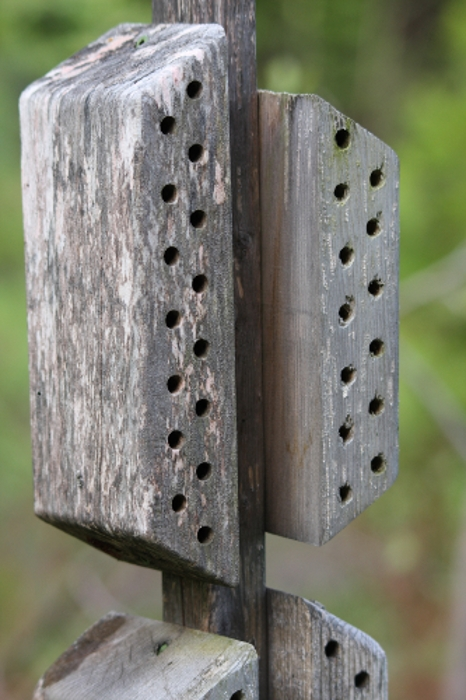
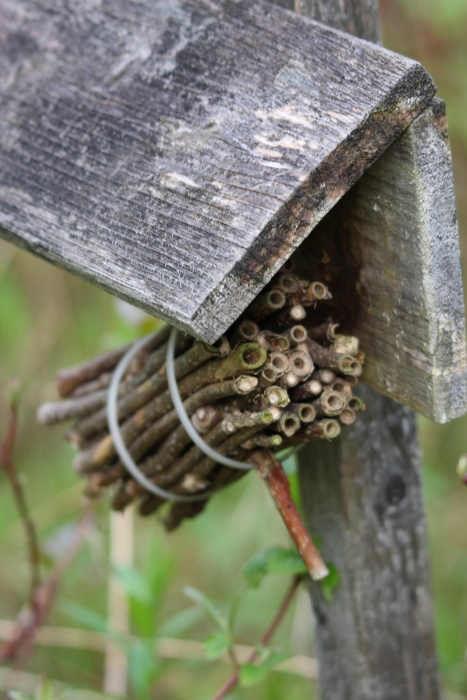
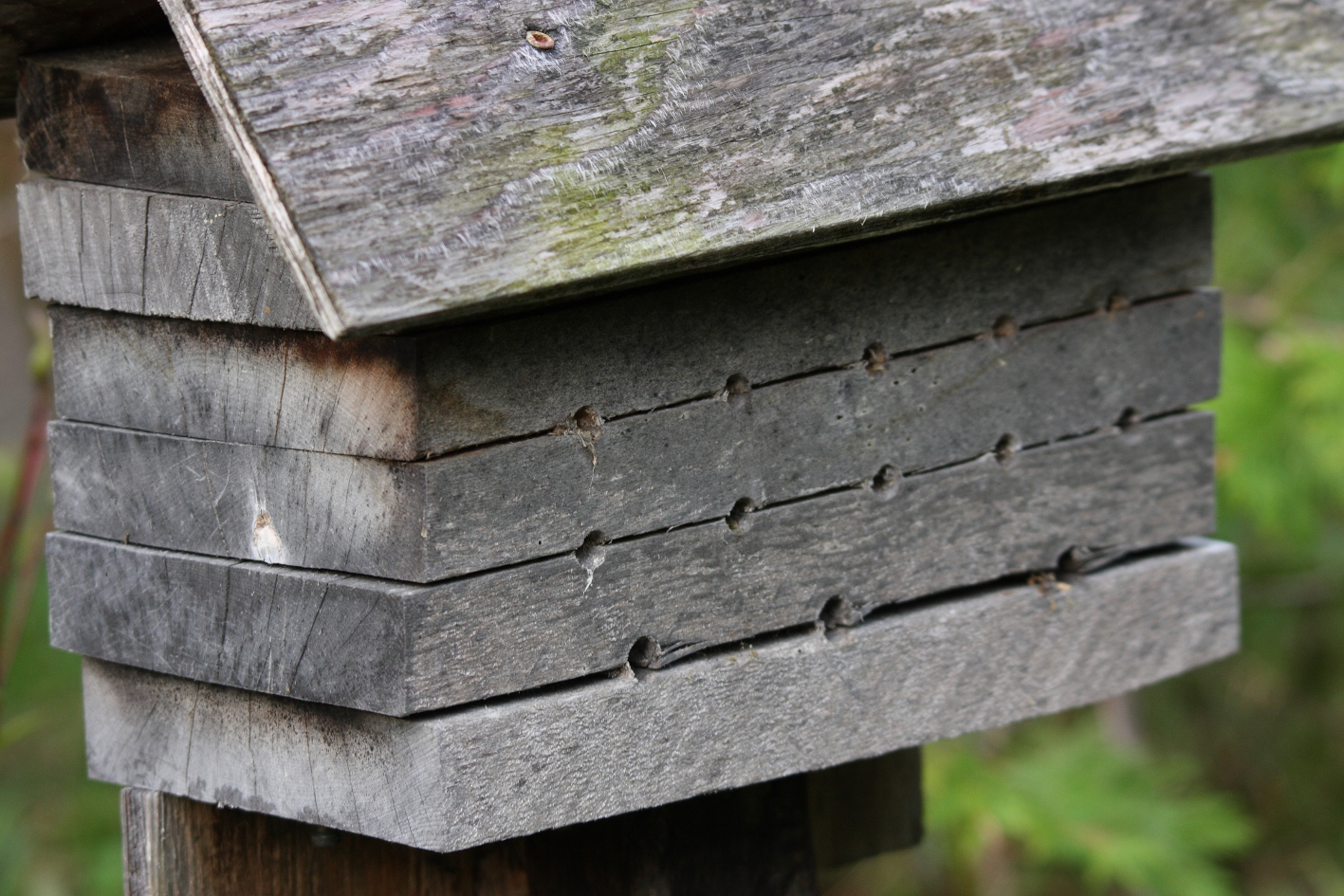

## Les espèces européennes
Les espèces européennes, selon Fauna Europaea (18 octobre 2018),
- Megachile affinis Brullé, 1832
- Megachile albisecta Grandi, 1931
- Megachile albohirta (Brullé, 1839)
- Megachile alborufula Cockerell, 1937
- Megachile alpicola Alfken, 1924
- Megachile analis Nylander, 1852
- Megachile apicalis Spinola, 1808
- Megachile atlantica Benoist, 1934
- Megachile atratula Rebmann, 1968
- Megachile binominata Smith, 1853
- Megachile bioculata Perez, 1902
- Megachile bombycina Radoszkowski, 1874
- Megachile breviceps Friese, 1898
- Megachile burdigalensis Benoist, 1940
- Megachile canariensis Perez, 1839
- Megachile canescens (Brullé, 1832)
- Megachile centuncularis (Linnaeus, 1758)
- Megachile circumcincta Kirby, 1802
- Megachile concinna Smith, 1879
- Megachile cypricola Mavromoustakis, 1938
- Megachile dacica Mocsary, 1879
- Megachile deceptoria Perez, 1890
- Megachile diabolica Friese, 1898
- Megachile disjunctiformis Cockerell, 1911
- Megachile dorsalis Perez, 1879
- Megachile fertoni Perez, 1895
- Megachile flabellipes Perez, 1895
- Megachile foersteri Gerstaecker, 1869
- Megachile fulvescens Smith, 1853
- Megachile fulvimana Eversmann, 1852
- Megachile genalis Morawitz, 1880
- Megachile ghillianii Spinola, 1843
- Megachile giraudi Gerstaecker, 1869
- Megachile gothalauniensis Perez, 1902
- Megachile gratiosa Gerstaecker, 1857
- Megachile grisea (Fabricius, 1794)
- Megachile hohmanni Tkalcu, 1994
- Megachile intermixta Gerstaecker, 1869
- Megachile lagopoda (Linnaeus, 1761)
- Megachile lapponica Thomson, 1872
- Megachile larochei Tkalcu, 1994
- Megachile leachella Curtis, 1828
- Megachile leucomalla Gerstaecker, 1869
- Megachile leucopogonata (Dours, 1873)
- Megachile ligniseca (Kirby, 1802)
- Megachile maackii Radoszkowski, 1874
- Megachile maritima (Kirby, 1802)
- Megachile mavromoustakisi van der Zanden, 1992
- Megachile melanogaster Eversmann, 1852
- Megachile melanopyga Costa, 1863
- Megachile nigrita Radoszkowski, 1876
- Megachile nigriventris Schenck, 1870
- Megachile octosignata Nylander, 1852
- Megachile opacifrons Perez, 1897
- Megachile perezi Mocsary, 1887
- Megachile pereziana Dalla Torre, 1896
- Megachile picicornis Morawitz, 1877
- Megachile pilicrus Morawitz, 1877
- Megachile pilidens Alfken, 1924
- Megachile ponticum (Alfken, 1933)
- Megachile pruinosa Perez, 1897
- Megachile pugillatoria Costa, 1863
- Megachile punctatissima Spinola, 1806
- Megachile pusilla Perez, 1884
- Megachile pyrenaea Perez, 1890
- Megachile rhodosiaca Rebmann, 1972
- Megachile rotundata (Fabricius, 1787)
- Megachile rotundiventris Perris, 1852
- Megachile rubrimana Morawitz, 1893
- Megachile rufescens (Lichtenstein, 1876)
- Megachile schmiedeknechti Costa, 1884
- Megachile semicircularis van der Zanden, 1996
- Megachile semipleta Cockerell, 1921
- Megachile sericans Fonscolombe, 1832
- Megachile sexmaculata Alfken, 1942
- Megachile striatella Rebmann, 1968
- Megachile syraensis Radoszkowski, 1877
- Megachile troodica Mavromoustakis, 1953
- Megachile variscopa Perez, 1895
- Megachile versicolor Smith, 1844
- Megachile villipes Morawitz, 1875
- Megachile walkeri Dalla Torre, 1896
- Megachile willughbiella (Kirby, 1802)
- Sous-genre Chalicodoma
  - Megachile albocristata (Smith, 1853)
  - Megachile albonotata (Radoszkowski, 1886)
  - Megachile apennina (Benoist, 1940)
  - Megachile baetica (Gerstaecker, 1869)
  - Megachile canescens (Brullé, 1840)
  - Megachile corsica (Benoist, 1935)
  - Megachile ericetorum (Lepeletier, 1841)
  - Megachile fuerteventurae Tkalcu, 1994
  - Megachile hungarica Mocsary, 1877
  - Megachile lefebvrei (Lepeletier, 1841)
  - Megachile lucidifrons (Ferton, 1905)
  - Megachile manicata (Giraud, 1861)
  - Megachile montenegrensis (Dours, 1873)
  - Megachile parietina (Geoffroy, 1785)
  - Megachile pyrenaica (Lepeletier, 1841)
  - Megachile roeweri Alfken, 1928
  - Megachile rufescens (Perez, 1879)
  - Megachile sicula (Rossi, 1792)

### Les espèces européennes du sous-genreChalicodoma
Le genre Chalicodoma est aujourd'hui considéré comme un sous-genre de Megachile.
Selon Fauna Europaea (7 mai 2019),
- Megachile albocristata
- Megachile apennina
- Megachile baetica
- Megachile canescens
- Megachile ericetorum
- Megachile fuerteventurae
- Megachile hungarica
- Megachile lefebvrei
- Megachile lucidifrons
- Megachile manicata
- Megachile montenegrensis
- Megachile parietina
- Megachile pyrenaica
- Megachile roeweri
- Megachile rufescens
- Megachile sicula (Anciennement M. corsica[4])

## Galerie de photographies

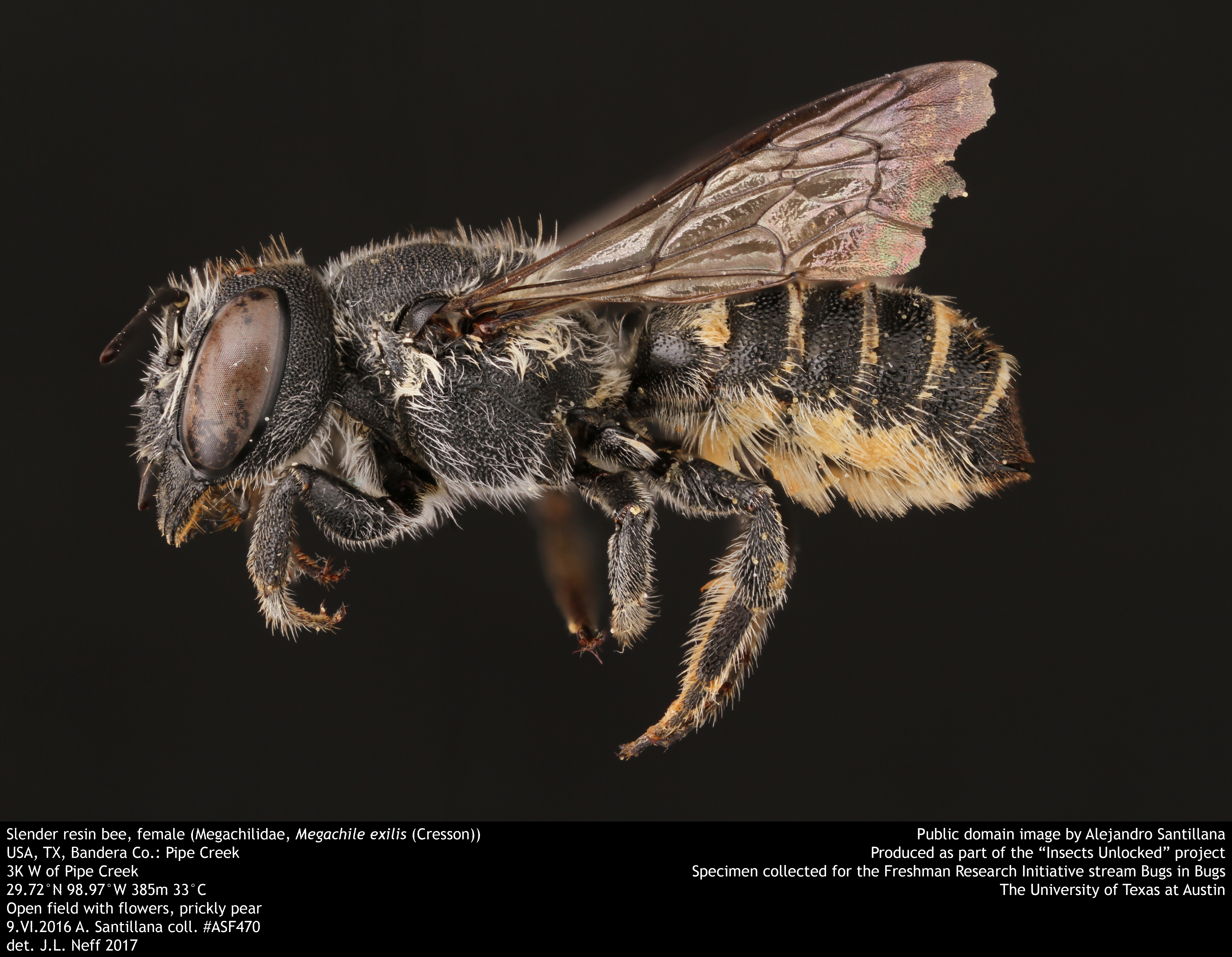
Megachile exilis
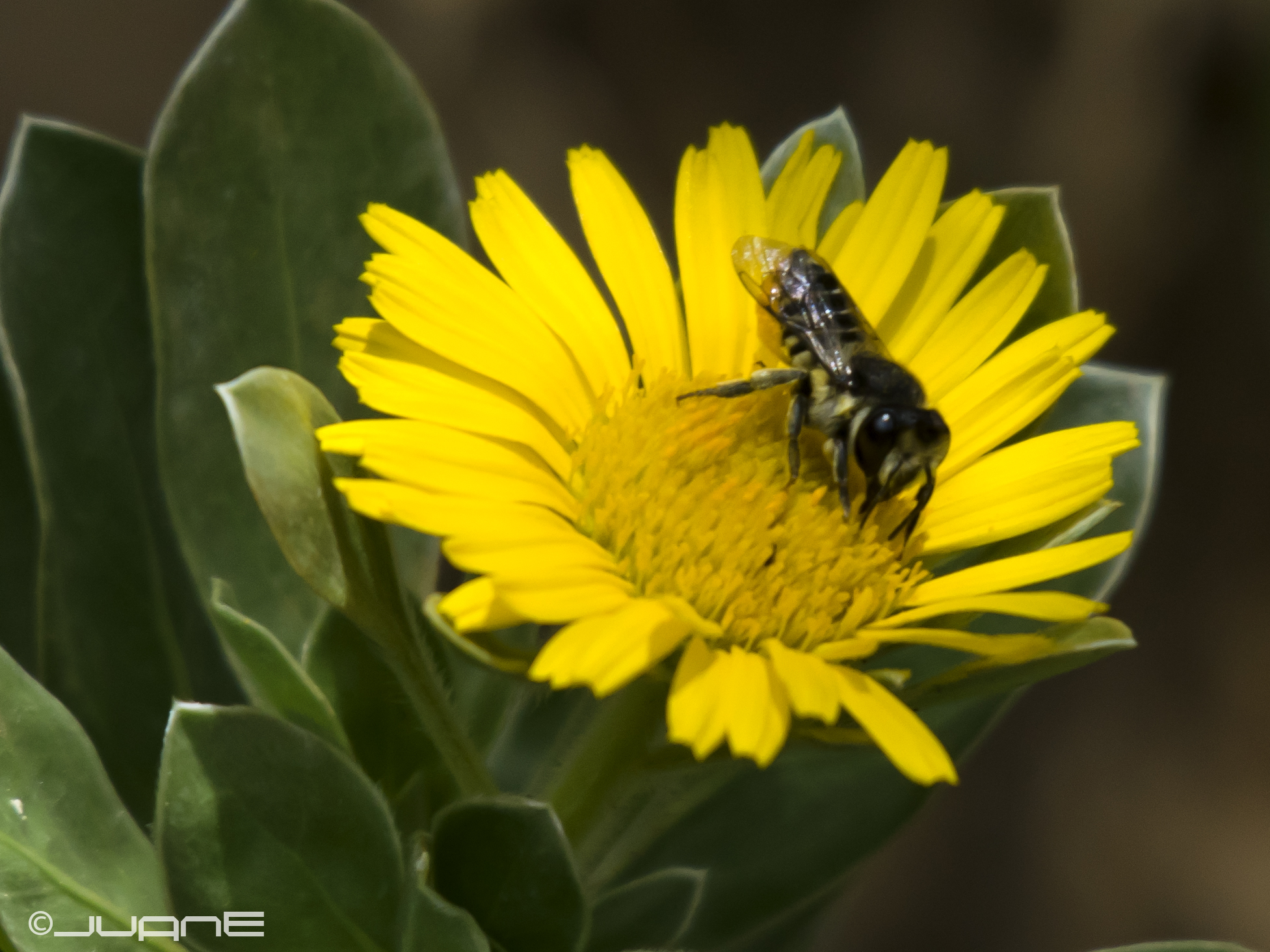
Megachile canariensis
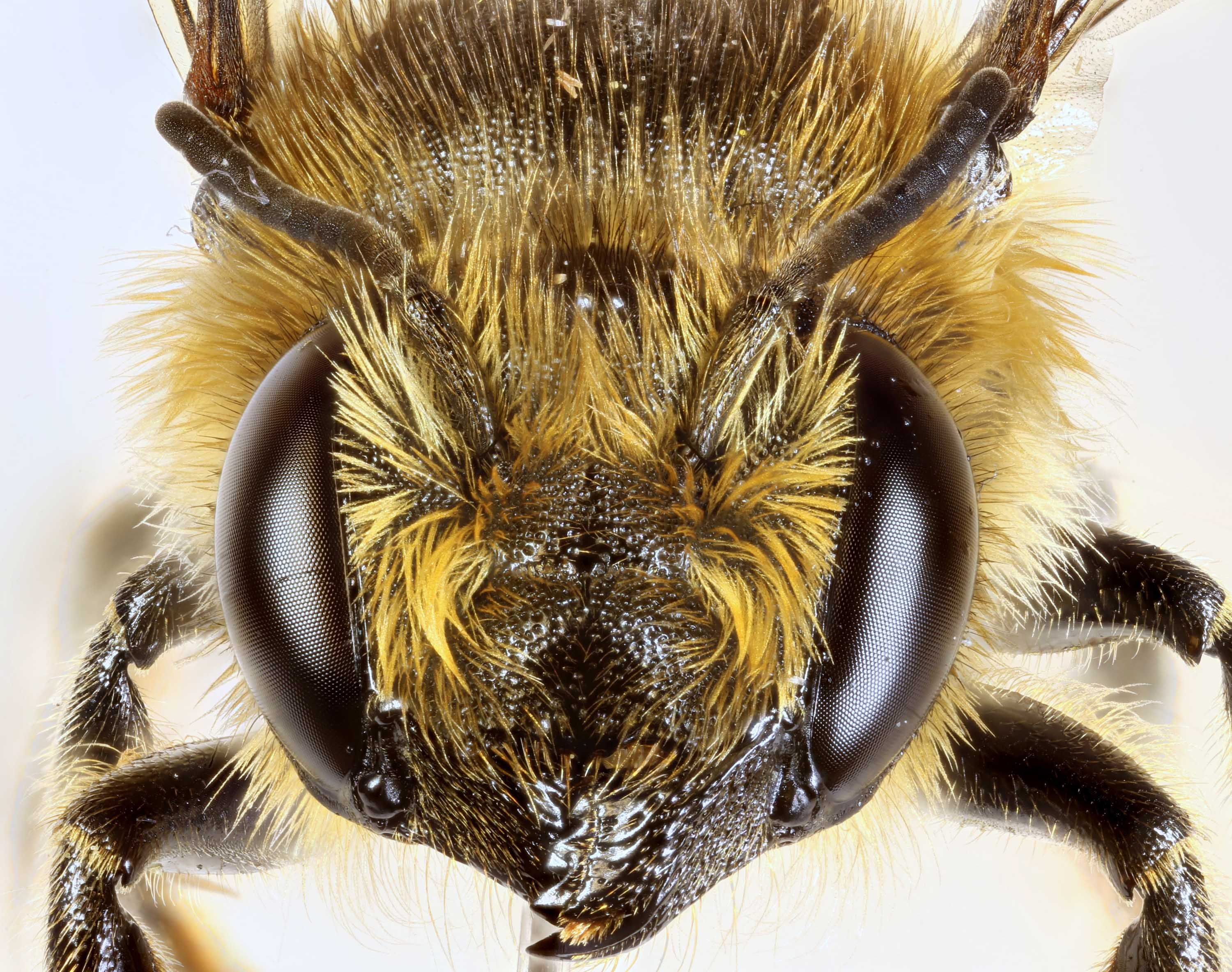
Megachile versicolor
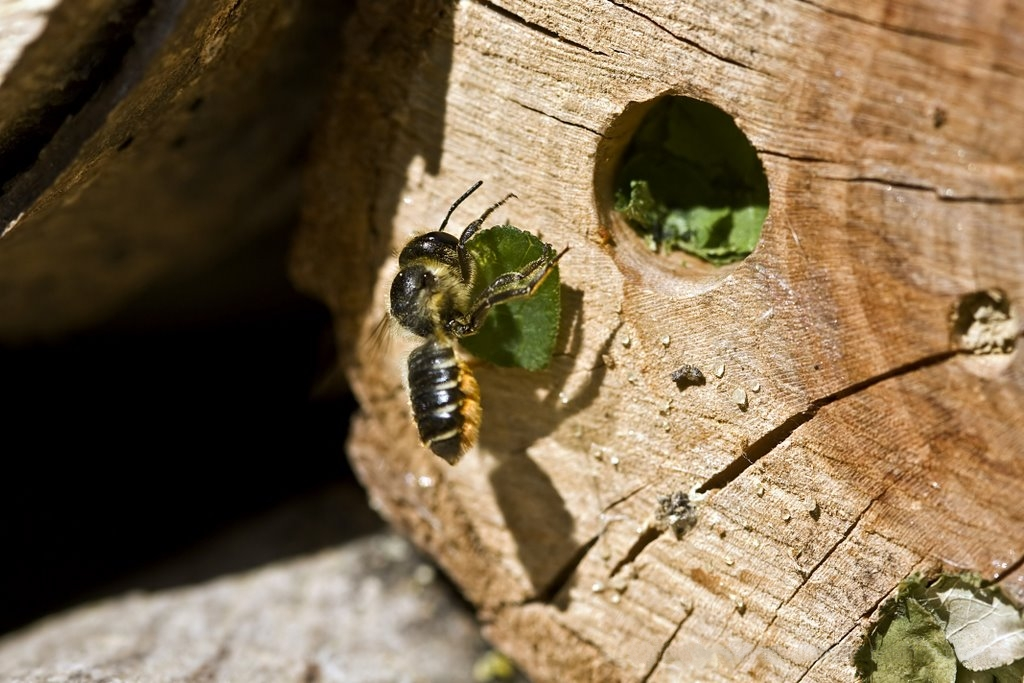
Megachile centuncularis
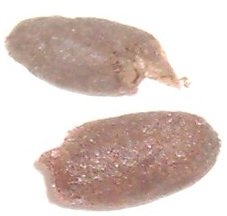
pupe de Megachile
- Megachile lagopoda